# Bogatek ośmioplamkowy
Bogatek ośmioplamkowy (Buprestis octoguttata, syn. Buprestis albopunctata Schaeffer, 1776) – owad z rodzaju Buprestis, należącego do rodziny bogatkowatych. Rozprzestrzeniony jest w Europie, zwłaszcza wschodniej, Afryce Północnej, Kaukazie i Syberii.
WystępowanieOd lipca do sierpnia, w lasach sosnowych na terenie całej Polski.
Wielkość9-15 mm
WyglądOwad metalicznie błyszczący, niebieski lub zielonkawy, spód ciała z plamami, pokrywy dwubarwne, na każdej z nich po 4 jasne plamy.
PokarmPędy sosen.